# 逸院駅
逸院駅（イルォンえき）は、大韓民国ソウル特別市江南区逸院洞にある、ソウル交通公社3号線の駅。駅番号は348。

## 駅構造
ホーム階は地下3階にあり、相対式ホーム2面2線を有している。保安用にホームドアシステム（フルスクリーンタイプ）を装備する。
改札階は地下2階にある。改札口は両方とも上下ホーム別々に設置されており、改札内でのホーム間の移動はできない。化粧室は改札外にある。
エレベーター完備。出入口は1番から7番までの計7ヶ所ある。

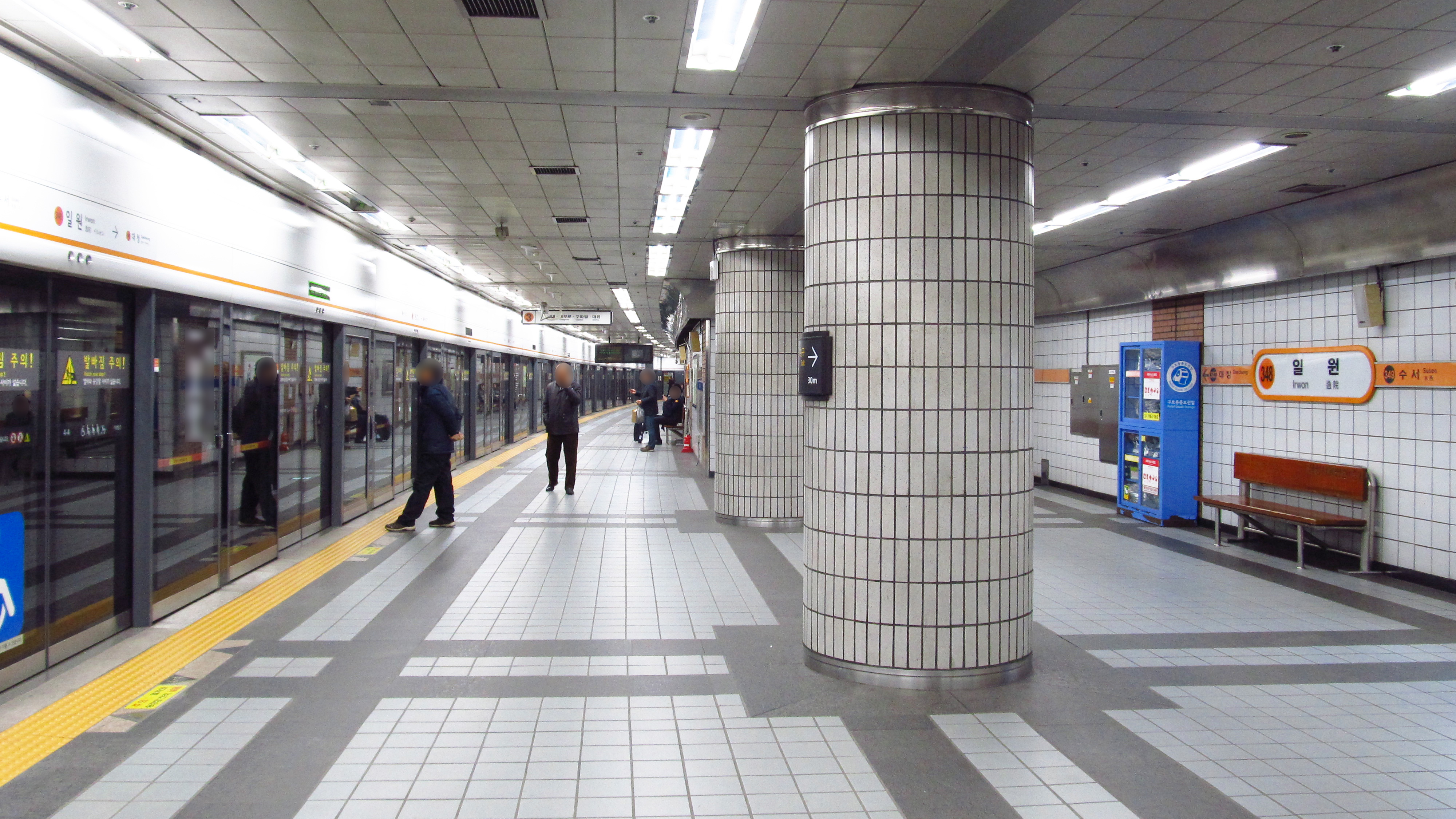
ホーム(2018年11月)

### のりば
- 案内上ののりば番号は設定されていない。

| ホーム | 路線  | 行先                                      |
| ------ | ----- | ----------------------------------------- |
| 上り   | 3号線 | 高速ターミナル・鍾路3街・旧把撥・大化方面 |
| 下り   | 3号線 | 水西・可楽市場・警察病院・梧琴方面        |

## 利用状況
近年の一日平均利用人員推移は下記のとおり。
| 路線  | 路線     | 2000年 | 2001年 | 2002年 | 2003年 | 2004年 | 2005年 | 2006年 | 2007年 | 2008年 | 2009年 | 出典  |
| ----- | -------- | ------ | ------ | ------ | ------ | ------ | ------ | ------ | ------ | ------ | ------ | ----- |
| 3号線 | 乗車人員 | 8,331  | 9,140  | 9,241  | 9,147  | 9,200  | 8,926  | 8,833  | 8,897  | 8,919  | 8,952  | [ 1 ] |
| 3号線 | 降車人員 | 8,055  | 8,670  | 8,851  | 8,787  | 8,837  | 8,530  | 8,412  | 8,463  | 8,998  | 9,052  | [ 1 ] |
| 3号線 | 乗降人員 | 16,386 | 17,810 | 18,092 | 17,934 | 18,037 | 17,456 | 17,245 | 17,360 | 17,917 | 18,005 | [ 1 ] |
| 路線  | 路線     | 2010年 | 2011年 | 2012年 | 2013年 | 2014年 | 2015年 | 2016年 | 2017年 | 2018年 |        | [ 1 ] |
| 3号線 | 乗車人員 | 9,543  | 9,713  | 9,584  | 9,710  | 9,755  | 9,098  | 9,410  | 8,871  | 9,292  |        | [ 1 ] |
| 3号線 | 降車人員 | 9,766  | 10,003 | 9,849  | 10,131 | 10,183 | 9,273  | 9,741  | 9,135  | 9,472  |        | [ 1 ] |
| 3号線 | 乗降人員 | 19,309 | 19,716 | 19,433 | 19,841 | 19,939 | 18,371 | 19,151 | 18,006 | 18,764 |        | [ 1 ] |

## 駅周辺
- 大母山
- 三星ソウル病院
- ソウルロボット高等学校
- 逸院ジンダルレ公園
- ピトゥルギ公園
- カラムアパート
- 密斡学校
- 中山高等学校
- 大旺中学校
- 大母初等学校
- 王北初等学校

## 歴史
- 1993年10月30日 -  ソウル特別市地下鉄公社3号線（当時）の駅として開業。
- 2005年1月1日 - ソウル特別市地下鉄公社がソウルメトロに改称。

## 隣の駅
ソウル交通公社
 3号線
テチョン駅 (347) - 逸院駅 (348) - 水西駅 (349)